# Amolita duplipuncta
Amolita duplipuncta är en fjärilsart som beskrevs av Embrik Strand 1921. Amolita duplipuncta ingår i släktet Amolita och familjen nattflyn. Inga underarter finns listade i Catalogue of Life.